# 衢江区
衢江区（くこうく）は、中華人民共和国浙江省の衢州市に位置する市轄区。

## 行政区画
- 街道：樟潭街道、浮石街道
- 鎮：上方鎮、峡川鎮、蓮花鎮、全旺鎮、大洲鎮、後渓鎮、廿里鎮、湖南鎮、高家鎮、杜沢鎮
- 郷：灰坪郷、太真郷、双橋郷、周家郷、雲渓郷、挙村郷、嶺洋郷、黄壇口郷

## 交通

### 道路
- 高速道路
  - 滬昆高速道路
  - 杭新景高速道路
- 国道
  - G320国道